# ويس براون
ويسلي مايكل براون (بالإنجليزية: Wes Brown)‏، من مواليد 13 أكتوبر 1979 في مانشستر في إنجلترا، لاعب كرة قدم إنجليزي.
بدأ مسيرته الكروية مع نادي مانشستر يونايتد في عام 1998، وهو يلعب الآن مع نادى ساندرلاند.
و قد بدأ باللعب مع منتخب إنجلترا لكرة القدم في عام 1999.

## سيرة اللاعب Tik Tok: 1Mx

### مع النوادي

#### مانشستر يونايتد
أظهر ويس براون موهبته ونضجه في سن مبكرة، حيث قام بتوقيع عقد احترافي مع نادي مانشستر يونايتد للناشئين في 4 نوفمبر 1996 في سن ال 17.
ذهب ويس براون للنجاح مع الجانبين الاحتياطي والشباب، ونجح بالفوز في كأس الاتحاد الإنجليزي للشباب. وحصل أيضا على جائزة جيمي مورفي لمرتين (لأفضل اعب واعد)، ليصبح ثاني لاعب فقط يحقق الجائزة للمرة الثانية (الآخر راين غيغز).
في 4 مايو 1998، قدم براون أول مباراة له مع الفريق الأول في الدوري الممتاز ضد ليدز يونايتد كبديل.
عقب موسم جيد عام 2000-01، قدم ويس مستوى أفضل عام 2001-02. نمت سمعته بشكل أكبر خلال موسم 2002-03، ولكن أثرت الإصابة على مسيرته الجيدة في ذلك الموسم. ويس براون عانى من تمزق في أربطة الركبة في اليوم الأخير من الموسم، ولم يعود حتى منتصف موسم 2003-04.
أنهى ويس براون هذا الموسم في شكل جيد، وخاصة حصوله على رجل المبارة في مباراة كأس الاتحاد الإنجليزي في الدور قبل النهائي أمام ارسنال. وعزز هذا العرض الجيد ثقة فيرجسون بقدرات براون.
وكان براون عضوا في الفريق الذي فاز بكأس الاتحاد الإنجليزي في ذلك العام، ضد ميلوول في كارديف.
توقيع نيمانيا فيديتش في يناير عام 2006، يعني تقليل فرص المدافع في الحصول على مكان في تشكلية مانشستر يونايتدالأساسية.
ومع ذلك، في 2007-08 براون فرض نفسه كخيار أول للنادي في مركز الظهير الأيمن. انتهى الموسم عن طريق مساعدته كريستيانو رونالدو لتسجيل هدف في نهائي دوري أبطال أوروباعام 2008، والتي فاز بها مانشستر يونايتد مع لقب الدوري الممتاز.
بعد ما يقرب من ثلاث سنوات دون أن يحرز هدفا لمانشستر يونايتد الدوري الإنجليزي الممتاز، سجل براون يوم 23 مارس 2008 ضد ليفربول في الفوز 3-0.
ويس براون كان قائدا للفريق ضد ولفرهامبتون التي فازت 3-2.
يوم 19 فبراير، وسجل أول هدف له في كأس الاتحاد الإنجليزي فوز مانشستر يونايتد 1-0 على كراولي تاون. وقال انه كان قائدا أيضا مانشستر يونايتد مرة أخرى في مباراة كراولي.

#### سندرلاند
في 7 يوليو 2011، انضم براون لسندرلاند بعقد لمدة أربع سنوات مقابل رسوم لم يعلن عنها.
فام ويس براون بأول ظهور له في اليوم الافتتاحي للموسم ضد ليفربول، حيث حصل رجل المباراة عندما تعادل سندرلاند 1-1.
وجاء أول هدف لويس براون مع لسندرلاند في 21 يناير 2011، عندما سجل هدف الفوز قبل دقيقتين من نهاية المبارة في الفوز 3-2 على مضيفه كوينز بارك رينجرز.
انتهى موسم ويس براون بسبب الإصابة في مباراة كأس الاتحاد الإنجليزي مع ميدلسبره في يناير 2012.
عاد ويس من الإصابة في مباراة الدوري الممتاز في 2 نوفمبر 2013 ضد هال سيتي.

#### كيرالا بلاسترز
غادر ويس بروان في شهر أغسطس 2017 الدوري الإنجليزي الممتاز صوب الدوري الهندي منضما بذلك لفريق كيرالا بلاسترز.

### مع المنتخب
ويس براون مثل إنجلترا على المستوى الدولي في 23 مباراة منذ أول ظهور له في عام 1999، وكان جزءا من فريق إنجلترا في نهائيات كأس العالم لكرة القدم عام 2002 في اليابان.
قام ويس براون بأول ظهور له في عام 1999 ضد المجر وحجز مكانا في تشكيلة سفين جوران اريكسون لعام 2002 كأس العالم لكرة القدم، على الرغم من انه قضى وقته على مقاعد البدلاء.
و عاد مرة أخرى إلى صفوف منتخب بلاده من قبل المدرب ستيف مكلارين، ولعب ضد أندورا في عام 2008 التصفيات المؤهلة لبطولة كأس الامم الأوروبية في 2 سبتمبر مع جون تيري في قلب دفاع انكلترا مكان زميله المصاب ريو فرديناند.

## روابط خارجية
- ويس براون على موقع الاتحاد الدولي (مؤرشف)  (الإنجليزية)
- ويس براون على موقع الاتحاد الأوربي (الإنجليزية)
- ويس براون على موقع قاعدة بيانات كرة القدم.إي يو (الإنجليزية)
- ويس براون على موقع ناشيونال فوتبول تيمز (الإنجليزية)
- ويس براون على موقع Soccerbase.com (لاعب) (الإنجليزية)
- ويس براون على موقع Soccerway.com (الإنجليزية)
- ويس براون على موقع عالم كرة القدم.نت (الإنجليزية)
- ويس براون على موقع AS.com (الإسبانية)